# Byam Channel
Der Byam Channel (deutsch Byam-Kanal) ist eine Meerenge in der Region Kitikmeot der Provinz Nunavut im kanadisch-arktischen Archipel. Er verläuft zwischen der Ostküste der Melville Island und Byam Martin Island. Der an der schmalsten Stelle etwa 27 km breite Kanal verbindet den Viscount-Melville-Sund im Süden mit dem Byam Martin Channel im Norden.
Am 30. Oktober 1974 ereignete sich auf der vereisten Meeresoberfläche des Kanals der Absturz von Panarctic-Oils-Flug 416, bei dem 32 der 34 an Bord befindlichen Personen starben und das Flugzeug unterging.